# Microstylum nigrostriatum
Microstylum nigrostriatum är en tvåvingeart som beskrevs av Hobby 1933. Microstylum nigrostriatum ingår i släktet Microstylum och familjen rovflugor.
Artens utbredningsområde är Zimbabwe. Inga underarter finns listade i Catalogue of Life.